# ISO 3166-3
O ISO 3166-3 é uma norma internacional que define códigos de países (ISO 3166-1) obsoletos, e que faz parte da norma ISO 3166.
Se, depois de 1974, um país:
- se juntou a outro (como a Alemanha Oriental à Alemanha Ocidental)
- se dividiu (como a Checoslováquia)
- alterou substancialmente o seu nome (como a Birmânia, que hoje se chama Myanmar)

então o seu código foi retirado da ISO 3166-1 e foi colocado na ISO 3166-3 com a adição de duas letras.
ISO 3166-3 é constituído por quatro dígitos alfabéticos, e começa com o código que foi retirado da ISO 3166-1.

## Códigos ISO 3166-1 alpha-2 obsoletos
Inclui-se aqui a lista de códigos de país ISO 3166 obsoletos. Muitos destes códigos foram retirados antes da introdução do Domain Name System Internet, e portanto nunca foram usados como domínios de topo. Na lista, é dado primeiro o antigo código de duas letras, seguido pelo código ISO 3166-3 de quatro letras, bem como o ano de retirada. Quatro anos após a retirada, o código pode ser novamente atribuído, como aconteceu com AI, CS, GE e SK.
| ant | 3166-3 | Ano  | Nome                                   | Nota |
| --- | ------ | ---- | -------------------------------------- | --- |
| AI  | AIDJ   | 1977 | Território Francês dos Afares e Issas  | Substituído por DJ (para Djibuti). O código AI foi reatribuído a Anguilla.                                                                |
| BQ  | BQAQ   | 1979 | Território Antárctico Britânico        | Agora coberto por AQ (Antárctida). |
| BU  | BUMM   | 1989 | Birmânia                               | Substituído por MM (Myanmar). |
| CS  | CSHH   | 1993 | Checoslováquia                         | Substituído por CZ (República Checa) e SK (Eslováquia). O código CS foi reatribuído à Sérvia e Montenegro (Srbija i Crna Gora).           |
| CT  | CTKI   | 1984 | Ilhas Canton e Enderbury               | Agora coberto por KI (Kiribati). |
| DD  | DDDE   | 1990 | Alemanha Oriental                      | Agora coberto por DE (Alemanha). |
| DY  | DYBJ   | 1977 | Dahomey                                | Substituído por BJ (Benin). |
| FQ  | FQHH   | 1979 | Terras Austrais e Antárticas Francesas | Agora coberto por AQ e TF. |
| FX  | FXFR   | 1997 | França Metropolitana                   | Coberto por FR (França). |
| GE  | GEHH   | 1979 | Ilhas Gilbert e Ellice                 | Agora cobertas respectivamente por KI (Kiribati) e TV (Tuvalu). O código GE foi reatribuído à Geórgia.                                    |
| HV  | HVBF   | 1984 | Alto Volta (Haute-Volta)               | Substituído por BF (Burkina Faso). |
| JT  | JTUM   | 1986 | Ilha Johnston                          | Agora coberto por UM. |
| MI  | MIUM   | 1986 | Atol Midway                            | Agora coberto por UM. |
| NH  | NHVU   | 1980 | Novas Hébridas                         | Substituído por VU (Vanuatu). |
| NQ  | NQAQ   | 1983 | Terra da Rainha Maud                   | Agora coberto por AQ (Antárctida). |
| NT  | NTHH   | 1993 | Zona Neutra                            | Entre SA (Arábia Saudita) e IQ (Iraque).                                                                                                  |
| PC  | PCHH   | 1986 | Trust Territory of the Pacific Islands | Substituído por FM, MH, MP e PW. |
| PU  | PUUM   | 1986 | U.S. Miscellaneous Pacific Islands     | Agora coberto por UM. |
| PZ  | PZPA   | 1980 | Zona do Canal do Panamá                | Agora coberto por PA (Panamá). |
| RH  | RHZW   | 1980 | Rodésia                                | Substituído por ZW (Zimbabwé). |
| SK  | SKIN   | 1975 | Sikkim                                 | Agora coberto por IN (Índia). O código SK foi reatribuído à Eslováquia.                                                                   |
| SU  | SUHH   | 1992 | União Soviética                        | Substituído por AM, AZ, BY, EE, GE, KG, KZ, LT, LV, MD, RU, TJ, TM, UA e UZ (BY e UA já existiam). SU ainda é usado como domínio de topo. |
| TP  | TPTL   | 2002 | Timor Português                        | Substituído por TL (Timor-Leste). TP ainda é usado como domínio de topo.                                                                  |
| VD  | VDVN   | 1977 | República Democrática do Vietname      | Agora coberto por VN (Vietname). |
| WK  | WKUM   | 1986 | Ilha Wake                              | Agora coberto por UM. |
| YD  | YDYE   | 1990 | Iémen do Sul                           | Agora coberto por YE (Iémen). |
| YU  | YUCS   | 2003 | Jugoslávia                             | Substituído por CS (Sérvia e Montenegro, Srbija i Crna Gora). YU ainda é usado como domínio de topo.                                      |
| ZR  | ZRCD   | 1997 | Zaire                                  | Substituído por CD (for República Democrática do Congo).                                                                                  |